# Storebø
Storebø est un village de Norvège dans le comté de Vestland.

## Géographie
Storebø est situé sur la partie nord de l'île de Huftarøy.